# Сапиндовые
Сапи́ндовые (лат. Sapindáceae) — по современной классификации APG IV семейство двудольных цветковых растений, насчитывающее по состоянию на декабрь 2023 года 141 ботанический род и 2 014 видов.
Виды семейства произрастают в тропических и умеренных областях планеты.

## Ботаническое описание
Листопадные или вечнозелёные деревья и кустарники, иногда лианы, реже травы.
Листья очередные, реже супротивные, перистые, дважды перистые, тройчатые или простые.
Цветки собраны в пирамидально-метёльчатые и в простые или сложные кистевидные соцветия, обычно однополые, большей частью однодомные, редко обоеполые. Цветки зигоморфные, реже правильные, мелкие. Чашелистиков и лепестков по 4—5 штук; тычинок обычно вдвое больше, чем лепестков, но иногда, вследствие редукции, их 6—8; завязь верхняя, большей частью трёхгнёздная, семяпочек в каждом гнезде 1—2, реже больше.
Наиболее распространённый у сапиндовых тип плодов — коробочки с кожистой оболочкой, но встречаются также ягодообразные, костянковидные и ореховидные. Семена без эндосперма.

## Значение и применение
Многие виды содержат млечный сок (латекс) и выделяют его при повреждении.
В листьях, корнях и семенах растений этого семейства также содержатся умеренно-ядовитые сапонины — вещества, обладающие мыльными свойствами.
Некоторые виды семейства культивируются ради съедобных плодов:
- Рамбутан (Nephelium lappaceum)
- Пуласан (Nephelium mutabile)
- Корлан (Nephelium hypoleucum)
- Лонган (Dimocarpus longan)
- Личи (Litchi chinensis)
- Аки (Blighia sapida)
- Мамончилло (Melicoccus bijugatus)

Семена Гуараны (Paullinia cupana) содержат до 5 % кофеина. Из них получают пасту, подмешиваемую в шоколад и используемую для получения стимулирующего напитка, аналогичного кофе.
Ксантоцерас съедобен, но массово ради плодов не культивируется (преимущественно декоративное растение).
Виды родов Кёльрейтерия (Koelreuteria), Cardiospermum и Унгнадия (Ungnadia) широко культивируются как декоративные растения.

## Классификация
Иногда из семейства Сапиндовые выделяют семейства Клёновые в составе родов Клён (Acer) и Диптерония (Dipteronia) — и Конскокаштановые в составе родов Конский каштан (Aesculus), Billia и Handeliodendron.
Семейство делится на четыре подсемейства и насчитывает 140—150 родов:
Подсемейство Xanthoceroideae — Ксантоцерасовые
- Xanthoceras Bunge — Ксантоцерас, или Чекалкин орех

Подсемейство Hippocastanoideae — Конскокаштановые
- Acer L. — Клён
- Aesculus L. — Конский каштан
- Billia Peyr.
- Dipteronia Oliv. — Диптерония

Подсемейство Dodonaeoideae — Додонеевые
- Arfeuillea Pierre ex Radlk.
- Averrhoidium Baill.
- Cossinia Comm. ex Lam.
- Diplokeleba N.E.Br.
- Diplopeltis Endl.
- Distichostemon F.Muell.
- Dodonaea Mill. — Додонея
- Doratoxylon Thouars ex Benth. & Hook.f. — Доратоксилон
- Euchorium Ekman & Radlk.
- Euphorianthus Radlk.
- Eurycorymbus Hand.-Mazz.
- Exothea Macfad.
- Filicium Thwaites ex Benth. & Hook.f. — Филициум
- Ganophyllum Blume
- Harpullia Roxb.
- Hippobromus Eckl. & Zeyh.
- Hypelate P.Browne — Гипелате
- Llagunoa Ruiz & Pav.
- Loxodiscus Hook.f.
- Magonia A.St.-Hil.
- Majidea J.Kirk ex Oliv.
- Zanha Hiern

Подсемейство Sapindoideae — Сапиндовые
- Alectryon Gaertn. — Алектрион
- Allophylus L.
- Allosanthus Radlk.
- Amesiodendron Hu
- Aporrhiza Radlk.
- Arytera Blume
- Atalaya Blume
- Athyana (Griseb.) Radlk.
- Beguea Capuron
- Bizonula Pellegr.
- Blighia K.D.Koenig — Блигия
- Blighiopsis Van der Veken
- Blomia Miranda
- Boniodendron Gagnep.
- Bridgesia Bertero ex Cambess.
- Camptolepis Radlk.
- Cardiospermum L. — Кардиоспермум
- Castanospora F.Muell.
- Chimborazoa H.T.Beck
- Chonopetalum Radlk.
- Chouxia Capuron
- Chytranthus Hook.f.
- Cnesmocarpon Adema
- Conchopetalum Radlk.
- Cubilia Blume
- Cupania L.
- Cupaniopsis Radlk.
- Deinbollia Schumach.
- Delavaya Franch.
- Diatenopteryx Radlk.
- Dictyoneura Blume
- Dilodendron Radlk.
- Dimocarpus Lour.
- Diploglottis Hook.f.
- Elattostachys (Blume) Radlk.
- Eriocoelum Hook.f.
- Erythrophysa E.Mey. ex Arn.
- Glenniea Hook.f.
- Gloeocarpus Radlk.
- Gongrodiscus Radlk.
- Gongrospermum Radlk.
- Guindilia Gillies ex Hook. & Arn.
- Guioa Cav.
- Handeliodendron Rehder
- Haplocoelopsis F.G.Davies
- Haplocoelum Radlk.
- Hornea Baker
- Houssayanthus Hunz.
- Hypseloderma Radlk.
- Jagera Blume
- Koelreuteria Laxm. — Кёльрейтерия
- Laccodiscus Radlk.
- Lecaniodiscus Planch. ex Benth.
- Lepiderema Radlk.
- Lepidopetalum Blume
- Lepisanthes Blume
- Litchi Sonn.
- Lophostigma Radlk.
- Lychnodiscus Radlk.
- Macphersonia Blume
- Matayba Aubl.
- Melicoccus P.Browne
- Mischarytera H.Turner
- Mischocarpus Blume
- Molinaea Comm. ex Juss.
- Neotina Capuron
- Nephelium L.
- Otonephelium Radlk.
- Pancovia Willd.
- Pappea Eckl. & Zeyh.
- Paranephelium Miq.
- Paullinia L. — Пауллиния
- Pavieasia Pierre
- Pentascyphus Radlk.
- Phyllotrichum Thorel ex Lecomte
- Placodiscus Radlk.
- Plagioscyphus Radlk.
- Podonephelium Baill.
- Pometia J.R.Forst. & G.Forst.
- Porocystis Radlk.
- Pseudima Radlk.
- Pseudopancovia Pellegr.
- Pseudopteris Baill.
- Radlkofera Gilg
- Rhysotoechia Radlk.
- Sapindus L. typus[1] — Мыльное дерево, или Сапиндус
- Sarcopteryx Radlk.
- Sarcotoechia Radlk.
- Schleichera Willd.
- Scyphonychium Radlk.
- Serjania Mill.
- Sisyrolepis Radlk.
- Smelophyllum Radlk.
- Stadmania Lam.
- Stocksia Benth.
- Storthocalyx Radlk.
- Synima Radlk.
- Talisia Aubl.
- Thinouia Triana & Planch.
- Thouinia Poit.
- Thouinidium Radlk.
- Tina Schult.
- Tinopsis Radlk.
- Toechima Radlk.
- Toulicia Aubl.
- Trigonachras Radlk.
- Tripterodendron Radlk.
- Tristira Radlk.
- Tristiropsis Radlk.
- Tsingya Capuron
- Ungnadia Endl. — Унгнадия
- Urvillea Kunth
- Vouarana Aubl.
- Xerospermum Blume
- Zollingeria Kurz